# Лаббвиль
Лаббвиль (фр. Labbeville) — муниципалитет во Франции, в регионе Иль-де-Франс, департамент Валь-д'Уаз. Население — 489 человек (1999).
Муниципалитет расположен на расстоянии около 35 км северо-западнее Парижа, 13 км северо-восточнее Сержи.

## Демография
Динамика населения (Cassini и INSEE):